# Chalinochromis
Chalinochromis és un gènere de peixos pertanyent a la família dels cíclids.

## Distribució geogràfica
Es troba a l'Àfrica oriental: el llac Tanganyika. Són populars com a peixos d'aquari.

## Taxonomia
- Chalinochromis brichardi (Poll, 1974)[4]
- Chalinochromis popelini (Brichard, 1989)[5][6][7][8][9][10][11]